# 감비아의 국장

감비아의 국장

감비아의 국장은 1964년 11월 18일에 제정되었다.
국장 가운데에 그려져 있는 초록색과 하얀색 두 가지 색의 테를 두른 파란색 방패 안에는 엇갈린 채로 놓여 있는 도끼와 괭이가 그려져 있다. 방패 양쪽에는 도끼와 괭이를 든 두 마리의 사자가 그려져 있으며 방패 위쪽에는 투구가 장식되어 있다.
투구 위에는 감비아를 상징하는 나무인 야자나무가 장식되어 있으며 방패 아래쪽에 있는 리본에는 감비아의 나라 표어인 "진보, 평화, 번영"("Progress, Peace, Prosperity")이 영어로 쓰여 있다. 두 마리의 사자는 대영 제국의 감비아 식민 통치 역사를, 도끼와 괭이는 농업의 중요성과 감비아를 구성하는 두 개의 큰 민족인 만딩카족과 풀라니족을 의미한다.

## 같이 보기
- 감비아의 국기